# Ćazim Sadiković
Ćazim Sadiković (* 1. April 1935 in Ljubuški; † 26. Januar 2020) war ein jugoslawischer bzw. bosnischer Politikwissenschaftler und Rechtswissenschaftler.

## Leben
Ćazim Sadiković absolvierte das Gymnasium in Mostar und studierte Rechtswissenschaften an der Universität Sarajevo. Es folgte ein Postdiplomstudium Rechts- und Politikwissenschaft „Aktuelle Aspekte der Demokratie in Europa“ an der Universität Nancy sowie eine rechtswissenschaftliche Promotion bei Heli Modic an der Universität Ljubljana. Thema seiner Dissertation war „Das marxistische Verständnis der Demokratie“.
Seit 1961 lehrte er Politikwissenschaft und Rechtswissenschaft an der Universität Sarajevo, wo er später Professor wurde. Schwerpunkte seiner Lehrtätigkeit waren unter anderem Völkerrecht, Menschenrechte und Politische Systeme.
Sadiković wirkte an der Ausarbeitung der Verfassung der SFR Jugoslawien von 1974 mit. Von 1974 bis 1982 war er Präsident der Verfassungskommission der SR Bosnien und Herzegowina. Von 1983 bis 1991 war er Vorsitzender Richter des Verfassungsgerichts der SR Bosnien und Herzegowina. Von 1996 bis 2002 war er assoziiertes Mitglied der Europäischen Kommission für Demokratie durch Recht (Venedig-Kommission).

## Veröffentlichungen (Auswahl)
- Osnovi teorije vlasti u socijalističkom društvu, 1967
- Socijalizam i vlast, 1969
- Kriterij demokratije, 1971
- Država i samoupravljanje, 1987, ISBN 86-319-0037-0
- Ljudska prava bez zaštite. Rat protiv BiH i ljudska prava, 1998, ISBN 978-9958-20-061-8
- Politički sistem, 1998, ISBN 9958-44-021-0
  - 2. Aufl., 2000, ISBN 9958-627-04-3
- Državnost Bosnie i Herzegovine i Dejtonski mirovni sporazum, 1998
- Ein Überblick über den Schutz der Menschenrechte nach den Bestimmungen des Dayton-Abkommens, in: Wolfgang Benedek (Hrsg.), Menschenrechte in Bosnien und Herzegowina. Wissenschaft und Praxis, 1999, ISBN 3-205-98993-7, S. 19–27